# Mittengruppen
Mittengruppen är en partigrupp i Nordiska rådet. Den består av de nordiska centerpartierna, liberala, kristdemokratiska och gröna partierna. Mittengruppen och den socialdemokratiska gruppen har bådadera 25 ledamöter är de största partigrupperna i Nordiska rådet. Ordförande är riksdagsledamot Britt Lundberg från Centerpartiet i Finland. Terhi Tikkala, från Finland, är partigruppens generalsekreterare.

## Medlemspartier

### Danmark
- Venstre (V)
- Radikale Venstre (RV)
- Liberal Alliance (LA)
- Moderaterne (M)

### Finland
- Centern i Finland (cent)
- Kristdemokraterna i Finland (KD)
- Gröna förbundet (gröna)
- Svenska folkpartiet i Finland (sfp)

### Island
- Framsóknarflokkurinn (F)
- Viðreisn (V)
- Miðflokkurinn (Mf)
- Flokkur fólksins (Ff)

### Norge
- Venstre (V)
- Kristelig Folkeparti (KrF)
- Senterpartiet (Sp)

### Sverige
- Centerpartiet (C)
- Liberalerna (L)
- Kristdemokraterna (KD)
- Miljöpartiet de Gröna (MP)

### Grönland
- Atassut (A)
- Demokraatit (D)
- Samarbejdspartiet (Sa)

### Färöarna
- Miðflokkurin (Mfl)
- Sjálvstýrisflokkurin (Sjfl)
- Sambandsflokkurin (Sb)
- Framsókn (Fr)

### Åland
- Åländsk Center (ÅC)
- Liberalerna på Åland (Lib)
- Ålands Framtid (ÅF)
- Hållbart initiativ (HI)

## Ordförande
- Karin Söder (c) 1983–1991
- Gustav Björklund (sfp) 1989–1991
- Anneli Jäätteenmäki (cent) 1991–1993
- Halldór Asgrimssón (F) 1993–1995
- Knud Enggaard (V) 1995–1997
- Johan J. Jakobsen (KrF) 1997–2001
- Ragnwi Marcelind (kd) 2001–2003
- Jens Christian Larsen (V) 2004
- Simo Rundgren (cent) 2005–2007
- Dagfinn Sundsbø (Sp) 2007–2008
- Bente Dahl (RV) 2008–2011
- Siv Friðleifsdóttir (F) 2011–2012
- Åsa Torstensson (C) 2012–2014
- Arto Pirttilahti (cent) 2014-2015
- Carl Haglund (sfp) 2015-2016
- Britt Lundberg (C) 2016-

## Generalsekreterare
- Claes Wiklund 1983–1987 Stockholm
- Håkan Ekengren 1987–1989 Stockholm
- Martti K. Korhonen 1989–1991 Helsingfors
- Joakim Lönnroth 1991–1993 Helsingfors
- Jan Kløvstad 1993–1996 Oslo (Göteborg)
- Gunnstein Instefjord 1996–1998 Oslo
- Marit Momrak-Wright 1998–1999 (vik.) Oslo
- Lilian Hatling 1999–2000 (vik.) Oslo
- Marit Momrak-Wright 2000–2007 Oslo
- Terhi Tikkala 2007– Helsingfors
- Anna Välimaa 2014-2016 (vik.) Helsingfors
- Terhi Tikkala 2016- Helsingfors